# Vrbas (reka)
Vrbas (srb. Врбас) je 235 km dolga reka v zahodnem delu Bosne in Hercegovine. Izvira v osrednem delu države, pod Planino Zec, na nadmorski višini 1715 metrov. V svojem dolgem toku prečka obe entiteti Bosne in Hercegovine ter se na meji z Republiko Hrvaško izliva v Savo. Zadnjih 150 kilometrov reke oblikuje podaljšan izliv, ki med drugim teče skozi prestolnico Republike Srbske—Banja Luko.